# Ґути-Рожинські
Ґути-Рожинські (пол. Guty Rożyńskie, нім. Gutten R) — село в Польщі, у гміні Простки Елцького повіту Вармінсько-Мазурського воєводства.
Населення — 103 особи (2011).

## Демографія
Демографічна структура станом на 31 березня 2011 року:
|          | Загалом | Допрацездатний вік | Працездатний вік | Постпрацездатний вік |
| -------- | ------- | ------------------ | ---------------- | -------------------- |
| Чоловіки | 55      | 13                 | 39               | 3                    |
| Жінки    | 48      | 14                 | 32               | 2                    |
| Разом    | 103     | 27                 | 71               | 5                    |